# Call of Duty: Advanced Warfare
Call of Duty: Advanced Warfare (рус. «Зов долга: Продвинутая война») — компьютерная игра в жанре научно-фантастического трёхмерного шутера от первого лица, разработанная студией Sledgehammer Games, при участии High Moon Studios и Raven Software и изданная Activision. Является одиннадцатой по счёту игрой в серии Call of Duty. Анонс игры состоялся 1 мая 2014 года. Вышла игра 3 ноября 2014 года на PC, Xbox 360, PlayStation 3, Xbox One и PlayStation 4.

## Сеттинг
Действие игры происходит c 2054 по 2061 год, в нашем мире, изменившимся до неузнаваемости вследствие научного прогресса. Военные технологии развились до небывалого уровня. Частные военные компании стали доминирующей силой на планете и начали диктовать свои условия, а также конфликтовать между собой, стремясь к наибольшему авторитету в мире и, фактически, мировому господству. Атлас, военная корпорация, основанная Джонатаном Айронсом, начинает военный конфликт с США, поскольку, по их мнению, Америка уже век с неудачами пытается установить демократию во всем мире. Главный герой — Джек Митчелл, солдат этой корпорации, который впоследствии дезертировал оттуда, поскольку Айронс зашёл слишком далеко.

## Сюжет
2054 год. Вторая Корейская война. Северная Корея напала на Южную и оккупировала столицу Сеул. Вооружённые силы США направляются в Сеул с целью освободить город. С одним из отрядов туда направляется главный герой — рядовой Джек Митчелл. Вместе с ним в отряде находится его лучший друг рядовой Уилл Айронс, а также сержант Кормак — командир отряда. После высадки группа получает задание — встретиться с группой диверсантов «Подрывник-1», а по пути бойцы замечают вражескую пусковую установку HAVOC и решают её уничтожить. Поскольку союзные диверсанты оказываются убитыми, Уилл и Джек забирают взрывпакеты и отправляются к пусковой установке, однако во время размещения зарядов, чем занимался Айронс, закрывается защитная панель и прищемляет ему руку. Митчелл пытается вытащить друга, однако установка взлетает и Уилл, пожертвовав собой, сбрасывает Джека с установки, а сам погибает при взрыве. Митчелл остаётся жив, однако теряет левую руку из-за прилетевшего обломка, после чего его спасает Кормак.
На похоронах Уилла Митчелл знакомится с его отцом — Джонатаном Айронсом — основателем крупнейшего в мире воинского соединения, «Атлас», имевшего на вооружении самое современное оружие и технологии. Айронс предлагает Митчеллу получить второй шанс и вступить в корпорацию. Джек соглашается и вступает в Атлас, где получает вместо утерянной руки полноценный протез и проходит тренировку под наблюдением нового командира — капитана Гидеона, который становится ему хорошим другом.
В своём первом задании Джек принимает участие через пару месяцев в Лагосе. Группе Гидеона необходимо спасти премьер-министра Нигерии, захваченного террористической группировкой KVA. Операция проходит успешно и отряду удаётся спасти министра, а позже — и одного из учёных с саммита Нигерии. Через некоторое время после этого задания войска Атласа (в том числе и Митчелл с Гидеоном) прорываются к атомному реактору в Сиэтле и пытаются остановить его уничтожение, однако это не удаётся. Вскоре по всему миру проходит атака, суть которой заключается как раз в уничтожении электростанций. Выясняется, что за атакой стоит лидер KVA — Иосиф Чхеидзе по прозвищу «Аид». В течение нескольких лет Атлас безуспешно пытается напасть на его след, однако вскоре в заброшенном Детройте объявляется его сообщник Пьер Дануа и Митчеллу с Гидеоном удаётся захватить его. На допросе Дануа сообщает, что Аид проводит встречу на Санторини и Айронс немедленно направляет туда своих лучших бойцов. В ходе скрытной операции бойцам с помощью дрона удаётся устранить Аида, но это оказывается лишь двойник. Митчеллу и его напарнице Илоне удаётся прорваться сквозь ряды KVA и перехватить конвой настоящего Аида. В схватке с Илоной Аид начинает одерживать верх, однако Митчеллу удаётся убить врага. Перед смертью Аид передаёт Джеку чип с некой информацией и говорит, что «Айронс знает…», но что знает Айронс, пока что остаётся загадкой.
В Новом Багдаде Илона показывает Митчеллу и Гидеону расшифрованную запись с чипа. Становится ясно, что Айронс, разузнав об атаках KVA, убил учёного, спасённого в Нигерии. Главных героев раскрывают. Гидеон, не поверив рассказу Илоны, остаётся на стороне Айронса. Джеку и Илоне удаётся разобраться с бывшими сослуживцами, покинуть здание и добраться до точки эвакуации, где их встречает Кормак. С этого момента Митчелл и Илона вступают в ряды «Стражей» и начинают воевать против Атласа.
Стражам удаётся проникнуть в особняк Айронса в Таиланде, где он проводит встречу с Пьером Дануа, переманенным в Атлас. Бойцы добираются до самолёта, перевозящим нечто под названием «Мантикора» и ставят на него жучок. Далее им с помощью Гидеона, который всё же осознал, что Айронс слишком далеко зашёл, удаётся перехватить самолёт в Антарктиде и взять образец груза. Выясняется, что Мантикора — производимое Атласом биооружие, суть которого — в том, что для привитых людей оно абсолютно безвредно, а тот, кто не получил вакцину, умрёт при первом же его вдохе. Главные герои проникают на завод по производству Мантикоры в Болгарии и уничтожают его, после чего успешно эвакуируются на танке Т-740.
Некоторое время спустя Айронс с помощью своих войск наносит удар по США. Стражам не удаётся предотвратить теракт на мосту Золотые Ворота в Сан-Франциско, но они успешно защищают союзный флот. Во время штурма Нового Багдада, где находится штаб-квартира Айронса, Атлас применяет Мантикору и уничтожает отряды Стражей, тем не менее, Митчелл, Гидеон и Илона выжили благодаря тому, что ещё во время их службы в Атласе их привили. Троица и выживший Кормак попадают в плен. Навестивший их Айронс в отместку сильно ранит Кормака выстрелом из пистолета, а Митчеллу разбивает протез, однако главным героям удаётся выбраться из лагеря и эвакуироваться.
После смерти Кормака Гидеон принимает решение штурмовать крепость Айронса с помощью механических экзоскелетов. Прорываясь через многочисленные войска Атласа, напарники проникают в стартовую шахту и уничтожают ракету с Мантикорой, направленную прямо на один из крупных городов США. Гидеон помогает Джеку добраться до Айронса, однако тот уходит, отключив экзоскелеты главных героев. Митчеллу удаётся снять экзокостюм и догнать Айронса. Последний падает с балкона, но успевает ухватиться за сломанный протез Митчелла. Айронс молит о пощаде, напоминая главному герою, кто именно дал ему второй шанс и вернул в боевой строй, но Джек отрезает ножом свой протез, и Айронс погибает, упав с небоскрёба. Подоспевший Гидеон помогает другу подняться, и вместе они покидают полуразрушенное здание корпорации.

## Нововведения
По сеттингу были изобретены кардинально новые типы оружия и экипировки, в том числе экзоскелеты — новейший и лучший вид брони, который спасает солдата практически от любых внешних воздействий, но нельзя забывать, что и оружие развивалось с такой же скоростью. Экзоскелеты также расширяют возможности бойца — он становится выносливым и сильным, может высоко прыгать и цепляться за различные поверхности. По сюжету сражения будут происходить в различных средах, а не только на привычной игрокам поверхности.
Технологии развивались и в плане техники, игроку будут доступны различные транспортные средства, летательные аппараты и управляемые дроны, что позволит максимально разнообразить игровой процесс. Гранаты, мины, ракеты и прочее — всё невероятным образом преобразилось за столько лет и стало более эффективным. В многопользовательском режиме также добавлена разрушаемость, большая свобода действия и доступ к экзоскелету.
Третий режим представляет собой кооператив на выживание (сильно схож с тем, что реализован в Modern Warfare 3) на четырёх человек. Также, первым DLC для игры выступил режим Экзо-Зомби.

## История разработки

### Хронология
14 мая 2010 года стало известно, что компания Activision зарегистрировала доменные имена для возможных будущих игр в серии Call of Duty: Call of Duty: Future Warfare, Call of Duty: Advanced Warfare, Call of Duty: Secret Warfare и Call of Duty: Space Warfare.
Весной 2014 года компания Activision сделала обещание, что 4 мая раскроет детали разрабатываемой студией Sledgehammer Games игры в серии Call of Duty, релиз которой был намечен на осень 2014 года. На официальном сайте серии был запущен специальный таймер, отсчитывающий секунды до часа «Х». Но Sledgehammer Games выпустила первый трейлер уже 1 мая. Как утверждает исполнительный директор Activision — Эрик Хиршберг, при создании Call of Duty: Advanced Warfare упор будет сделан, прежде всего, именно на платформы нового поколения, что является нововведением в серии.
Тогда же стало известно, что главного антагониста игры, Джонатана Айронса, озвучит и сыграет двукратный обладатель премии «Оскар» — американский актёр Кевин Спейси.
5 мая 2014 года появилось много сведений об ожидаемой игре. Так, превью опубликовал журнал GameInformer, откуда и была взята часть информации, расположенной в других разделах статьи.
Call of Duty: Advanced Warfare была показана на E3 2014.
11 августа 2014 года разработчики выпустили трейлер, в котором была продемонстрирована многопользовательская игра. Кроме того, разработчики провели специальный брифинг, который начался в 19:00 GMT, где они сами подробно рассказали о многих нововведениях и изменениях в многопользовательской составляющей игры. К слову, многие игроки заметили сходство с вышедшей в том же году игрой Titanfall.
4 ноября 2014 года состоялся релиз игры Call of Duty: Advanced Warfare.
27 января 2015 года выходит DLC HAVOC, наполняющее игру бродячими мертвецами.

### Издания игры
31 июля 2014 года компания Activision и студия Sledgehammer Games рассказали о комплектации специальных изданий игры. По сути, это коллекционное издание игры, та же коллекционка, только с купоном на бесплатные 4 дополнения, которые будут выходить, и электронная версия издания.
- Atlas Limited Edition

(классическое коллекционное издание игры)
Диск с игрой;
Код активации в Steam;
Подробное руководство пользователя «Welcome to Atlas: Advanced Soldier Manual»;
Диск с саундтреком;
Стилбук (металлический бокс);
Карта Atlas Gorge;
Набор дополнительных материалов Atlas.
- Atlas Pro Edition

Вся комплектация предыдущего издания;
Season Pass на четыре дополнения, которые будут позже выходить.
- Atlas Digital Pro Edition

(цифровое издание игры)
Игра в электронном виде;
Карта Atlas Gorge
Набор дополнительных материалов Atlas;
Season Pass на четыре дополнения, которые будут позже выходить;
Набор дополнительных материалов Atlas Digital Edition Personalization Pack
- Внутриигровые бонусы изданий (входят во все три специальных издания):

Карта Atlas Gorge — переработанная с целью эффективного использования экзоскелетов карта Pipeline из Call of Duty 4: Modern Warfare. Место действия — плотина где-то в центральном Китае. Карта позволит применять различную тактику, а также эффективно использовать турели;
Набор дополнительных материалов Atlas:
Два новых вида оружия — штурмовая винтовка The Bal-27 AE и пистолет Atlas 45 AE;
Экзоскелет Atlas — уникальный боевой экзоскелет, раскрашенный в белый, чёрный и красный цвет;
Шлем Atlas — эксклюзивный боевой шлем;
Карточка игрока Atlas — элементы для изменения карточки игрока — фона и эмблемы;
Пять дополнительных наборов снаряжения — эксклюзивное снаряжение для многопользовательской игры;
Жетон модификации экзоскелета в кампании — позволяет модифицировать экзоскелет в одиночной игре.
- Atlas Digital Edition Personalization Pack

Набор материалов для цифрового издания. Также будет доступен для покупки в магазине Steam.
Кроме того, карту Atlas Gorge получат и предзаказавшие обычную версию игры.

## Отзывы и продажи
| Сводный рейтинг           | Сводный рейтинг                           |
| Агрегатор                 | Оценка                                    |
| ------------------------- | ----------------------------------------- |
| GameRankings              | (PS4) 83,50 % (XONE) 82,88 % (PC) 75,57 % |
| Metacritic                | (PS4) 83/100 (XONE) 81/100 (PC) 78/100    |
| Иноязычные издания        |                                           |
| Издание                   | Оценка                                    |
| EGM                       | 9/10                                      |
| Game Informer             | 9/10                                      |
| GameSpot                  | 8/10                                      |
| GameTrailers              | 8,7/10                                    |
| IGN                       | 9,1/10                                    |
| Joystiq                   | [ 16 ]                                    |
| Polygon                   | 9/10                                      |
| PlayStation LifeStyle.net | 9/10                                      |
| USGamer                   | 3,5/5                                     |
| Русскоязычные издания     |                                           |
| Издание                   | Оценка                                    |
| PlayGround.ru             | 8/10                                      |
| Riot Pixels               | 49 %                                      |

Летом 2018 года, благодаря уязвимости в защите Steam Web API, стало известно, что точное количество пользователей сервиса Steam, которые играли в игру хотя бы один раз, составляет 1 123 642 человека.